# Pyrgocorypha velutina
Pyrgocorypha velutina är en insektsart som beskrevs av Ludwig Redtenbacher 1891. Pyrgocorypha velutina ingår i släktet Pyrgocorypha och familjen vårtbitare. Inga underarter finns listade i Catalogue of Life.